# Diogo Caporali Chiapetti
Pour les articles homonymes, voir Caporali.
Diogo Caporali Chiapetti dit Mãozinha est un joueur brésilien de volley-ball né le 23 mars 1984 à Caçador. Il mesure 1,93 m et joue réceptionneur-attaquant.

## Clubs
| Club             | Pays   | De        | À         |
| ---------------- | ------ | --------- | --------- |
| ADC São Bernardo | Brésil | 2003-2004 | 2003-2004 |
| Lupo Araraquara  | Brésil | 2004-2005 | 2004-2005 |
| Santo André      | Brésil | 2005-2006 | 2006-2007 |
| Lamia            | Grèce  | 2007-2008 | 2007-2008 |
| AS Orange-Nassau | France | 2008-2009 | 2008-2009 |
| Dunkerque GLVB   | France | 2009-2010 | 2010-2011 |
| Cambrai VEC      | France | 2011-2012 | …         |

## Palmarès
- Championnat du Brésil
  - Vice-Champion : 2005